# Australentulus ravenalensis
Australentulus ravenalensis är en urinsektsart som beskrevs av François 1994. Australentulus ravenalensis ingår i släktet Australentulus och familjen lönntrevfotingar. Inga underarter finns listade.